# COVID-19アプリ
COVID-19アプリ（コビッド19アプリ、英: COVID-19 apps）は、新型コロナウイルス感染症（COVID-19）の感染経路や感染者の行動履歴を特定（コンタクト・トレーシング）するために開発・改良・利用されるアプリケーションソフトウェアを指す。

## 概要
新型コロナウイルス（SARS-CoV-2）は感染力が高いことから、感染拡大を防止するためには患者の発症前の行動履歴を明らかにし、濃厚接触者の特定を進める必要があるが、プライバシー保護の観点や膨大な情報量を個別に処理など課題があった。また、外出禁止を求められた感染者が無断で外出または逃走させないよう、監視システムも必要とされた。
そこで着目されたものは、スマートフォンの位置情報であり、携帯電話基地局やWi-Fi、GPS、Bluetoothを介して得たデータを処理し、行動履歴を明らかにするソフトの開発が進められた。感染症拡大防止の有効手段として注目を浴びる一方、プライバシー保護団体からは、流行終息後に個人の行動監視ツールに利用されかねないと懸念している。

## 企業による開発
テンセントグループのWeChatと、アリババグループのAlipayに「健康ID」と呼ばれる機能が追加。この機能は、感染が広がる状況下において事務所や工場に勤務する社員の健康状況の管理、中華人民共和国の高速鉄道や飛行機を利用する際のチェックに用いられたほか、感染者を特定できた場合には、過去に感染者と接触した者へ警告する機能も有している。中華人民共和国では、3月初頭には約10億人が健康IDに自主的に登録した。
2020年4月、AppleとGoogleは共同記者会見を行い、感染者の近くにいた人を見つけ出して本人に通知することができるアプリケーションソフトウェアを共同開発すると発表した。5月20日、両社は新型コロナウイルス感染症の曝露通知(en:Exposure Notification)のAPIを世界の公衆衛生当局に提供開始した。

## 政府機関による開発

### ロシア
2020年3月、ミハイル・ミシュスチン首相は、ロシア情報技術・通信省に患者と接触している市民を追跡するシステムを作成するよう指示した。

### インド
インドは、「健康の架け橋」と呼ばれるアプリを導入。2020年5月に始めた封鎖措置の緩和の際、仕事に復帰する官民労働者すべてにアプリの使用を義務付けた。他の国で採用されたアプリと同様、Bluetoothを使って人の接触を記録し、感染者が近くにいる場合は警告を発する仕組みだが、情報は中央管理によりデータベース化されることが特徴。個人のプライバシーの領域に大きく踏み込むこととなっている。

### 日本
厚生労働省が開発した新型コロナウイルス接触確認アプリ（COCOA=COVID-19 Contact-Confirming Application）が2020年6月19日午後3時ごろより提供開始。
2020年5月26日、安倍晋三首相が記者会見の中で感染者接触確認アプリとして、同年6月中旬の公開を目指して開発を進める方針を表明。仕様書を公開した。個人情報の保護に関しては、竹本直一IT政策担当大臣が「絶対外に漏れないという配慮をしながらやっていきたい」と言及した。

### ドイツ
2020年6月16日にロベルト・コッホ研究所を通じて「コロナ警告アプリ（Corona-Warn-App）」の提供を開始。